# Venezolaans Instituut voor Cultuur en Samenwerking
Het Venezolaanse Instituut voor Cultuur en Samenwerking (IVCC) is een Venezolaans cultureel centrum in Paramaribo, Suriname. Het bevindt zich op de hoek van de Frederik Derbystraat en de Mr. Eduard J. Brumastraat.
Het werd op 19 april 1969 opgericht als Centro Andrés Bello (de Cultura) door het Venezolaanse consulaat en het Surinaamse ministerie van Onderwijs. Het belangrijkste doel was de samenwerking tussen beide landen te bevorderen. Het centrum was genoemd naar de Venezolaanse schrijver, filosoof en revolutionair Andrés Bello.
Het instituut geeft cursussen Spaans en houdt exposities van foto's en kunst, ook van Surinaamse kunstenaars. Ook zijn er andere cultuuruitwisselingen, zoals het vertonen van films.

## Gedenktekens
Hieronder volgt een overzicht van de gedenktekens in en bij het instituut:
| Onderwerp                   | Kunstenaar      | Onthulling | Locatie                                                      | Foto |
| --------------------------- | --------------- | ---------- | ------------------------------------------------------------ | ---- |
| Borstbeeld van Andrés Bello | onbekend        | onbekend   | Andrés Bello, Venezolaans dichter, geleerde en revolutionair |      |
| Borstbeeld van Hugo Chávez  | Nelson Bermúdez | 2016       | Hugo Chávez, Venezolaans president                           |      |